# La Maison du diable
Pour plus de détails, voir Fiche technique et Distribution.
La Maison du diable (The Haunting) est un film américano-britannique réalisé par Robert Wise, sorti en 1963. Il s'agit d'une adaptation du roman Maison hantée de Shirley Jackson et d'un classique du cinéma d'épouvante, servi par une mise en scène magistrale, avec très peu d'effets spéciaux.

## Synopsis
Afin de poursuivre ses expériences de parapsychologie, le professeur Markway réunit un groupe de personnes dans un vieux manoir réputé hanté. Dès la première nuit, les hôtes du professeur sont terrorisés par des bruits insolites. Eleanor est au bord de la dépression et le professeur lui conseille de partir mais elle refuse en prétendant que la maison la retient.

## Fiche technique
- Titre : La Maison du diable
- Titre original : The Haunting
- Réalisation : Robert Wise
- Scénario : Nelson Gidding, d'après le roman The Haunting of Hill House de Shirley Jackson
- Production : Robert Wise (non crédité)
- Producteur associé : Denis Johnson
- Direction artistique : Elliot Scott
- Décors : John Jarvis
- Maquillage : Tom Smith
- Habits de Claire Bloom : Mary Quant
- Photographie : Davis Boulton
- Montage : Ernest Walter
- Effets spéciaux : Tom Howard
- Musique : Humphrey Searle
- Société de production : Argyle Enterprises
- Société de distribution : (France, États-Unis, Royaume-Uni) Metro-Goldwyn-Mayer
- Budget : 
  - 1 400 000 $ US[1]
  - 1 020 000 €
- Pays de production : États-Unis, Royaume-Uni
- Année : 1963
- Langue originale : anglais
- Format : noir et blanc — 35 mm — 2,35:1 (Panavision) — mono (Westrex Recording System)
- Genre : Horreur et fantastique
- Durée : 112 minutes
- Dates de sortie : 
  - États-Unis : 18 septembre 1963
  - Royaume-Uni : 19 janvier 1964
  - France : 4 mars 1964
- Déconseillé aux moins de 13 ans lors de sa sortie en salle, aux moins de 12 ans lors du changement de lois et lors de ses passages télévisuels
- Affiche : Roger Soubie (France)

## Distribution
- Julie Harris (VF : Nicole Favart) : Eleanor 'Nell' Lance
- Claire Bloom (VF : Nadine Alari) Theodora 'Theo'
- Richard Johnson (VF : Gabriel Cattand) le professeur John Markway
- Russ Tamblyn (VF : Michel Cogoni) Luke Sanderson
- Fay Compton (VF : Henriette Marion) Mme Sanderson
- Valentine Dyall (VF : Georges Atlas) Mr Dudley
- Rosalie Crutchley (VF : Aline Bertrand) Mme Dudley
- Lois Maxwell (VF : Jacqueline Carrel) : Grace Markway
- Diane Clare (VF : Jane Val) : Carrie Fredericks
- Ronald Adam : Eldridge Harper
- Howard Lang : Hugh Crain (non crédité)
- Paul Maxwell : (VF : Michel Gudin) : Bud Fredericks (non crédité)

## Production
La nouvelle The Library de Hester Holland (1933) a pu[réf. souhaitée] être aussi une source d'inspiration pour le "personnage" de la maison vivante.
Le tournage débute le 1er octobre 1962 et s'est déroulé à Alderminster et Borehamwood, ainsi que dans le manoir d'Ettington Hall, à 10 km au sud-est de Stratford-upon-Avon, pour les prises de vue extérieures (la bâtisse est devenue depuis un hôtel de luxe).
Pour qu'elle apparaisse plus bohème, la styliste Mary Quant est engagée pour créer des vêtements spécialement pour Théodora, le personnage joué par Claire Bloom[réf. souhaitée].

## Autres versions
Jan de Bont réalise une nouvelle adaptation du roman intitulée Hantise en 1999 tandis qu'en octobre 2018, Netflix sort The Haunting of Hill House de Mike Flanagan, première saison de la série d'anthologie The Haunting.

## Distinction

### Nomination
- Golden Globes 1964 :
  - Meilleur réalisateur pour Robert Wise

### Revue de presse
- Jean-Elie Fovez, « La Maison du diable », Téléciné, no 116, Paris, Fédération des Loisirs et Culture Cinématographique (FLECC), mai-juin 1964,  (ISSN 0049-3287)